# Gustav von Escherich
Pour les articles homonymes, voir Escherich.
Gustav Ritter von Escherich (1er juin 1849 à Mantoue, Lombardie – 28 janvier 1935 à Vienne, Autriche) est un mathématicien autrichien.

## Biographie
Il étudie les mathématiques et la physique à l'université de Vienne. De 1876 à 1879 il est professeur à l'université de Graz. En 1882 il va à l'université technique de Graz et en 1884 il est nommé à l'université de Vienne, où il fut aussi recteur de l'université en 1903-1904.
Avec Emil Weyr il fonde le journal Monatshefte für Mathematik und Physik et avec Ludwig Boltzmann et Emil Müller il fonde la Société mathématique autrichienne en 1903.
Il est marié avec Katharina von Escherich (de), compositrice autrichienne.

## Étudiants
- Wilhelm Wirtinger
- Alfred Tauber
- Joseph Plemelj
- Hans Hahn
- Heinrich Tietze
- Johann Radon
- Leopold Vietoris